# Geocoris frisoni
Geocoris frisoni är en insektsart som beskrevs av Barber 1926. Geocoris frisoni ingår i släktet Geocoris och familjen Geocoridae. Inga underarter finns listade i Catalogue of Life.